# Let My Children Hear Music
Albums de Charles Mingus
Charles Mingus and Friends in Concert
(1972) Mingus Moves
(1973)
Let My Children Hear Music est un album de Charles Mingus.

## Descriptif
Let My Children Hear Music est un album dans lequel Mingus introduit des instruments assez rares dans le jazz et fait jouer de nombreux solistes  différents. Projet ambitieux, le bassiste fait appel à deux arrangeurs/orchestrateurs, Sy Johnson et Alan Raph, qui dirigent également un ensemble impressionnant qui contient 10 instruments à vent de la famille des bois (de piccolo à clarinette contrebasse), une section de cuivre contenant notamment des cors d’harmonie et un tuba, 6 bassistes et un violoncelle. 
Le morceau Adagio Ma Non Troppo est particulièrement intéressant car il s’agit d’une version orchestrale d’une improvisation au piano de Mingus de l’album Mingus Plays Piano nommée Myself When I Am Real. Un fan du nom de Hub Miller avait en effet retranscrit l’improvisation et envoyé la partition à Mingus.
Charles Mingus était particulièrement fier de cet album, remerciant le producteur Teo Macero pour  « Ses infatigables efforts à la production du meilleur album que j’ai réalisé »  En 1979, sur son lit de mort, Mingus envoya même un message à Sy Johnson lui disant que l’album était son préféré de sa carrière.
Cet album a été nommé aux quinzièmes Grammy Awards dans la catégorie meilleurs notes d'accompagnement.

## Titres
Tous les titres sont composés par Charles Mingus.
1. The Shoes of the Fisherman's Wife Are Some Jive Ass Slippers (9:34)
2. Adagio Ma Non Troppo (8:22)
3. Don't Be Afraid, the Clown's Afraid Too (9:26)
4. Taurus in the Arena of Life (4:17)
5. Hobo Ho (10:07)
6. The Chill Of Death (7:38)
7. The I of Hurricane Sue (10:09)

## Musiciens
Liste non exhaustive
- Charles Mingus – basse, narration sur The Chill Of Death
- Lonnie Hillyer – Trompette
- Joe Wilder – Trompette
- Snooky Young – Trompette
- Jimmy Nottingham – Trompette
- Julius Watkins – Cor d’harmonie
- Bobby Jones – Saxophone ténor
- James Moody – Saxophone ténor
- Charles McCracken – Violoncelle
- Charles McPherson – Saxophone alto
- Jerry Dodgion – Saxophone alto
- Roland Hanna – Piano
- Jaki Byard – Piano
- Ron Carter – basse
- Richard Davis – Contrebasse
- Milt Hinton – basse
- Jimmy Knepper – trombone
- Dannie Richmond – batterie